# Penticton
Penticton är en stad i den kanadensiska provinsen British Columbias sydligaste del. Den grundades 1866 när den irländske nybyggaren Thomas Ellis slogs sig ner och startade upp en verksamhet rörande nötkreatur, som kom att blev regionens största nötkreatursleverantör med tiden. Den 31 december 1908 blev Penticton en kommun och 10 maj 1948 meddelade den kanadensiska generalguvernören earl Alexander, att de kanadensiska myndigheterna hade klassificerat Penticton som en stad istället för en kommun.
Den breder sig ut över 42,10 kvadratkilometer (km2) stor yta och hade en folkmängd på 32 877 personer vid den nationella folkräkningen 2011.